# Ortoncourt
Ortoncourt település Franciaországban, Vosges megyében. Lakosainak száma 87 fő (2022. január 1.). Ortoncourt Fauconcourt, Haillainville, Rehaincourt és Saint-Genest községekkel határos.

## Népesség
A település népességének változása:
| Lakosok száma | 88   | 92   | 90   | 89   | 87   | 84   | 84   | 81   | 87   |
|               | 2013 | 2015 | 2016 | 2017 | 2018 | 2019 | 2020 | 2021 | 2022 |